# ラドカ・トネフ
ラドカ・トネフ（Radka Toneff、1952年6月25日 - 1982年10月21日）は、ノルウェーのジャズ歌手である。ブルガリアのフォーク・シンガーで、パイロット、ラジオ技術者であるトニー・トネフの娘。トネフはオスロで生まれ、ランベルツェッターとコルボンで育った。トネフは今でもノルウェーで最も偉大なジャズ歌手の一人と見なされている。

## 略歴
トネフは、ノルウェーのジャズの歴史において非常に特別な地位を占めている。適度でありながら強烈な表現とこだわりのミュージシャンシップで、多くの人々に深い印象を与えた。トネフの非常に個人的で独創的な資質は、ブルガリアでの父親の音楽的な遺産からの影響と、とりわけジャズやロックからのさまざまな影響を組み合わせることで、ノルウェー国内外における歌手たちのビーコン（導く存在）となった。
トネフはオスロ音楽院（1971年–1975年）で音楽を学び、ジャズ・ロック・バンド「ユニス（Unis）」で演奏した。また、ラインナップを変えてトネフ自身のラドカ・トネフ・クインテット（1975年–1980年）を手に入れた。そこには、アリルド・アンデルセン、ヨン・バルケ、ヨン・エベルソン、ヨン・クリステンセンなどのミュージシャンたちが在籍した。1979年からはスティーヴ・ドブロゴスと共演するようになった。1980年に、トネフはオレ・パウスの歌曲「Parken」で「ユーロビジョン・ソング・コンテスト」のノルウェー全国決勝に参加した。
トネフは1977年、アルバム『Winter Poem』でベスト・ボーカル部門におけるスペルマン賞を受賞し、1982年にノルウェー・ジャズ協会のバディ賞を受賞した。後に設立された「ラドカ・トネフ記念賞」は、アルバム『フェアリーテイルズ』と『Live in Hamburg』のロイヤルティーで作成された基金に基づいている。
トネフはベーシストのアリルド・アンデルセンと数年間にわたって暮らしていたが、亡くなったときにはジャズ・ドラマーのアウドゥン・クレイヴと関係していた。トネフの伝記は2008年に出版された。
トネフはブルガリアにルーツを持ち、オスロのランベルツェッターとコルボンで育ち、ノルウェーのジャズに深い痕跡を残した。2011年11月に「モルゲンブラーデ」紙が実施したノルウェーのミュージシャン投票で、トネフの1982年のアルバム『フェアリーテイルズ』は史上最高のノルウェーのアルバムに選ばれた。
トネフは1982年10月21日にオスロ郊外・ビグドイの森で死んでいるのが発見された。睡眠薬の過剰摂取による自殺とされている。

## 受賞歴
- スペルマン賞 1977年 アルバム『Winter Poem』によるベスト・ボーカル部門
- バディ賞 1982年（没後受賞）

## ディスコグラフィ

### ソロ・アルバム
- Winter Poem （1977年、Zarepta） ※with ラドカ・トネフ・クインテット
- 『イットゥ・ドント・カム・イージー』 - It Don't Come Easy （1979年、Zarepta） ※with ラドカ・トネフ・クインテット
- 『フェアリーテイルズ』 - Fairytales （1982年、Odin） ※with スティーヴ・ドブロゴス
- Live in Hamburg （1992年、Odin） ※with スティーヴ・ドブロゴス、アリルド・アンデルセン、アレックス・リール (1981年録音)

### コンピレーション・アルバム
- Some Time Ago – A Collection Of Her Finest Moments （2003年、EmArcy）
- Set It Free – Et Portrett Av Radka Toneff （2008年、KRF）
- 『バタフライ』 - Butterfly （2008年、Curling Legs） ※1976–1977年録音

### 参加アルバム
- Front-Teatret & Visegruppa PS : Slutt Opp, Kamerat （1971年、Plateselskapet Oktober）
- Various Artists : Svartkatten （1971年、Flora / Arne Bendiksen）
- オレ・パウス & ケティル・ビヨルンスタ : Lise Madsen, Moses Og De Andre （1975年、Sonet）
- ケティル・ビヨルンスタ : Leve Patagonia （1978年、Philips）